# RABGAP1L
RABGAP1L (англ. RAB GTPase activating protein 1 like) – білок, який кодується однойменним геном, розташованим у людей на 1-й хромосомі. Довжина поліпептидного ланцюга білка становить 253 амінокислот, а молекулярна маса — 29 038.
| 10         |  | 20         |  | 30         |  | 40         |  | 50         |
| ---------- |  | ---------- |  | ---------- |  | ---------- |  | ---------- |
| MIENSSWSMT |  | FEERENRRLQ |  | EASMRLEQEN |  | DDLAHELVTS |  | KIALRNDLDQ |
| AEDKADVLNK |  | ELLLTKQRLV |  | ETEEEKRKQE |  | EETAQLKEVF |  | RKQLEKAEYE |
| IKKTTAIIAE |  | YKQICSQLST |  | RLEKQQAASK |  | EELEVVKGKM |  | MACKHCSDIF |
| SKEGALKLAA |  | TGREDQGIET |  | DDEKDSLKKQ |  | LREMELELAQ |  | TKLQLVEAKC |
| KIQELEHQRG |  | ALMNEIQAAK |  | NSWFSKTLNS |  | IKTATGTQPL |  | QPAPVTQPPK |
| EST        |  |            |  |            |  |            |  |            |

A: Аланін

C: Цистеїн

D: Аспарагінова кислота

E: Глутамінова кислота

F: Фенілаланін

G: Гліцин

H: Гістидин

I: Ізолейцин

K: Лізин

L: Лейцин

M: Метіонін

N: Аспарагін

P: Пролін

Q: Глутамін

R: Аргінін

S: Серин

T: Треонін

V: Валін

W: Триптофан

Задіяний у такому біологічному процесі, як альтернативний сплайсинг. 